# Ahmet Temir
Ahmet Temir, właśc. Äxmät Räşit ulı Yarullin, tat. Әхмәт Рәшит улы Яруллин (ur. w 14 listopada 1912 w Almietjewsku, zm. 10 kwietnia 2003 w Ankarze) – turecki turkolog pochodzenia tatarskiego, emigracyjny działacz narodowy i publicysta, wykładowca akademicki, członek Komitetu Tatarskiego podczas II wojny światowej.

## Życiorys
W 1926 roku został wydalony z gimnazjum w Bugulmie, po czym przedostał się nielegalnie do Turcji, gdzie przyjął nazwisko Ahmet Temir. Ukończył szkołę średnią w Trabzonie, a następnie liceum im. Haydara Paszy w Stambule. Studiował na uniwersytecie w Ankarze. W 1936 roku przeniósł się na uniwersytet w Berlinie. W czerwcu 1941 roku otrzymał stopień doktora na uniwersytecie w Hamburgu. Był gorącym zwolennikiem restytuowania państwa Idel-Ural. Po ataku wojsk niemieckich na ZSRR 22 czerwca tego roku, podjął współpracę z Niemcami, objeżdżając obozy jenieckie dla czerwonoarmistów w celu werbowania żołnierzy pochodzenia tatarskiego do kolaboracyjnych oddziałów wojskowych. W 1942 roku współtworzył Legion Tatarów Nadwołżańskich. Uczestniczył też w powołaniu w Berlinie przy Ostministerium Alfreda Rosenberga Komitetu Tatarskiego, w którym następnie zasiadł. W 1943 roku powrócił do Turcji, gdzie wstąpił do armii tureckiej. Po odbyciu służby wojskowej zaangażował się w działalność naukową. W latach 1952–1954 jako docent wykładał język tatarski na uniwersytecie hamburskim. W 1961 roku w Ankarze utworzył Instytut Badań nad Kulturą Turecką. Prowadził też wykłady na uniwersytetach w zachodniej Europie. Tłumaczył publikacje na język turecki. W 1979 roku przeżył zamach na swoje życie ze strony tureckiego anarchisty. W latach 1981–1983 był profesorem na uniwersytecie w Moguncji.